# 顾集镇
顾集镇，是中华人民共和国安徽省阜阳市界首市下辖的一个乡镇级行政单位。

## 行政区划
顾集镇下辖以下地区：
于庄村、小良村、南李村、顾集村、胡湾村、李翠村、刘老庄村、刘湖村和大程村。